# Elecciones provinciales de Santa Fe de 1983
Las elecciones generales de la provincia de Santa Fe de 1983 se llevaron a cabo el 30 de octubre del mencionado año con el objetivo de restaurar las instituciones democráticas constitucionales de la provincia después de la dictadura militar autodenominada Proceso de Reorganización Nacional. Los comicios realizaron al mismo tiempo que las elecciones presidenciales y legislativas a nivel nacional. En el caso de Santa Fe, se debía elegir al gobernador y al vicegobernador para el período 1983-1987, a los 50 miembros de la Cámara de Diputados, y a los 19 miembros del Senado Provincial, que conformarían luego la Legislatura Provincial bicameral.
En las elecciones para gobernador, triunfó y resultó elegido José María Vernet, candidato del Partido Justicialista (PJ) con el 41.41% de los votos contra el 40.32% de Aníbal Reinaldo, candidato de la Unión Cívica Radical (UCR). En tercer lugar quedó Alberto Natale, del Partido Demócrata Progresista (PDP) con el 10.46% de los sufragios. Ningún otro candidato superó el 3% de los votos. Fue la segunda elección más estrecha del período democrático iniciado ese año en Santa Fe, superada solo por la de 2015. La estrecha elección fue sumamente controvertida debido a las denuncias de fraude electoral realizadas por Reinaldo, aunque la UCR finalmente reconoció el resultado un mes antes de que asumieran los cargos electos, el 11 de noviembre.
En el plano legislativo, el PJ obtuvo mayoría absoluta en la Cámara de Diputados con 28 de las 50 bancas, contra 18 de la UCR. El radicalismo, sin embargo, dominó el Senado Provincial con 10 de los 19 escaños, a pesar de haber recibido una proporción de voto ligeramente inferior. El PDP fue el único tercer partido que obtuvo diputados, con 4 bancas. A diferencia de los resultados provinciales, en las elecciones nacionales la UCR ganó tanto en el plano presidencial (50.21% de los votos y 23 de los 42 electores) y legislativo (46.42% de los votos y 10 de los 19 diputados).

## Reglas electorales
| Cargos                      | Sistema electoral                                                                           | Distrito         | Mandato |
| --------------------------- | ------------------------------------------------------------------------------------------- | ---------------- | ------- |
| Gobernador y vicegobernador | Escrutinio mayoritario uninominal                                                           | Provincia        | 4 años  |
| 50 diputados                | - 28 bancas: Reservadas para el partido más votado - 22 bancas: Representación proporcional | Provincia        | 4 años  |
| 19 senadores                | Escrutinio mayoritario uninominal                                                           | 19 departamentos | 4 años  |

## Resultados de la elección provincial

### Gobernador y vicegobernador
|  | 41.41 % |

|  | 40.32 % |

|  | 10.46 % |

|  | 2.04 % |

|  | 1.38 % |

|  | 1.35 % |

|  | 1.09 % |

|  | 0.68 % |

|  | 0.57 % |

|  | 0.24 % |

|  | 0.19 % |

|  | 0.16 % |

|  | 0.11 % |

|  | 96.01 % |

|  | 3.76 % |

|  | 0.23 % |

|  | 88.28 % |

|  | 100 % |

### Cámara de Diputados
|  | 41.07 % |

|  | 40.40 % |

|  | 9.56 % |

|  | 2.29 % |

|  | 1.67 % |

|  | 1.46 % |

|  | 1.21 % |

|  | 0.80 % |

|  | 0.73 % |

|  | 0.25 % |

|  | 0.22 % |

|  | 0.22 % |

|  | 0.12 % |

|  | 94.66 % |

|  | 5.12 % |

|  | 0.22 % |

|  | 88.28 % |

|  | 100 % |

### Cámara de Senadores
|  | 41.24 % |

|  | 40.57 % |

|  | 9.63 % |

|  | 2.41 % |

|  | 1.63 % |

|  | 1.37 % |

|  | 1.18 % |

|  | 0.77 % |

|  | 0.70 % |

|  | 0.21 % |

|  | 0.19 % |

|  | 0.09 % |

|  | 0.03 % |

|  | 94.53 % |

|  | 5.23 % |

|  | 0.25 % |

|  | 88.28 % |

|  | 100 % |

#### Electos
| Departamento     | Senador                       | Partido | Partido               |
| ---------------- | ----------------------------- | ------- | --------------------- |
| Belgrano         | Fernando Ricardo Fischer      |         | Partido Justicialista |
| Caseros          | Roque José Sacnún             |         | Partido Justicialista |
| Castellanos      | Raúl Santiago Ángel Stradella |         | Unión Cívica Radical  |
| Constitución     | Armando Rubén Andrés Piazza   |         | Unión Cívica Radical  |
| Garay            | Ricardo Adolfo Kaufmann       |         | Partido Justicialista |
| General López    | Rubén Beatriz Bilicich        |         | Unión Cívica Radical  |
| General Obligado | Teodoro Enrique Binaghi       |         | Unión Cívica Radical  |
| Iriondo          | Alberto Daniel Monti          |         | Partido Justicialista |
| La Capital       | Ángel Pascutto                |         | Partido Justicialista |
| Las Colonias     | Luis María Guala              |         | Unión Cívica Radical  |
| Nueve de Julio   | Ramsés Medina                 |         | Unión Cívica Radical  |
| Rosario          | Gerardo Ángel Cabrera         |         | Partido Justicialista |
| San Cristóbal    | Vicente Aurelio Moscioni      |         | Partido Justicialista |
| San Javier       | José Ramón Torterola          |         | Unión Cívica Radical  |
| San Jerónimo     | Alberto José Balbi            |         | Unión Cívica Radical  |
| San Justo        | Salvador Damiani              |         | Unión Cívica Radical  |
| San Lorenzo      | Carlos Pellegrini             |         | Partido Justicialista |
| San Martín       | Juan Carlos Galliano          |         | Unión Cívica Radical  |
| Vera             | Guillermo Herbin Berli        |         | Partido Justicialista |

## Controversias
Durante la mayor parte del conteo en las elecciones para gobernador, y al igual que en las elecciones a nivel nacional, el candidato radical Aníbal Reinaldo aventajaba por escaso margen al justicialista José María Vernet. Durante las últimas horas del conteo, faltando escrutar solamente un aproximado de 60.000 votos, se produjo un apagón en el Centro de Cómputos de la Provincia. Al volver al luz, Vernet se alzaba sobre Reinaldo con una diminuta diferencia de 1.09 puntos. Debido a esto, el Comité Provincial de la Unión Cívica Radical no reconoció los resultados y denunció fraude electoral cometido por el régimen saliente para beneficiar al justicialismo, como parte del supuesto "pacto militar-sindical" denunciado por el candidato de la UCR a la presidencia de la Nación, Raúl Alfonsín. Sin embargo, el fraude no pudo ser demostrado, y la UCR finalmente reconoció el resultado el 11 de noviembre, garantizando la juramentación de Vernet y los legisladores electos un mes más tarde.